# 派翠克山
派翠克山（Croagh Patrick）是愛爾蘭的一座山，座落於愛爾蘭島西北部的梅奧郡內，距離城鎮韋斯特波特西方約10公里。派翠克山的外型接近金字塔型，海拔高度764公尺。

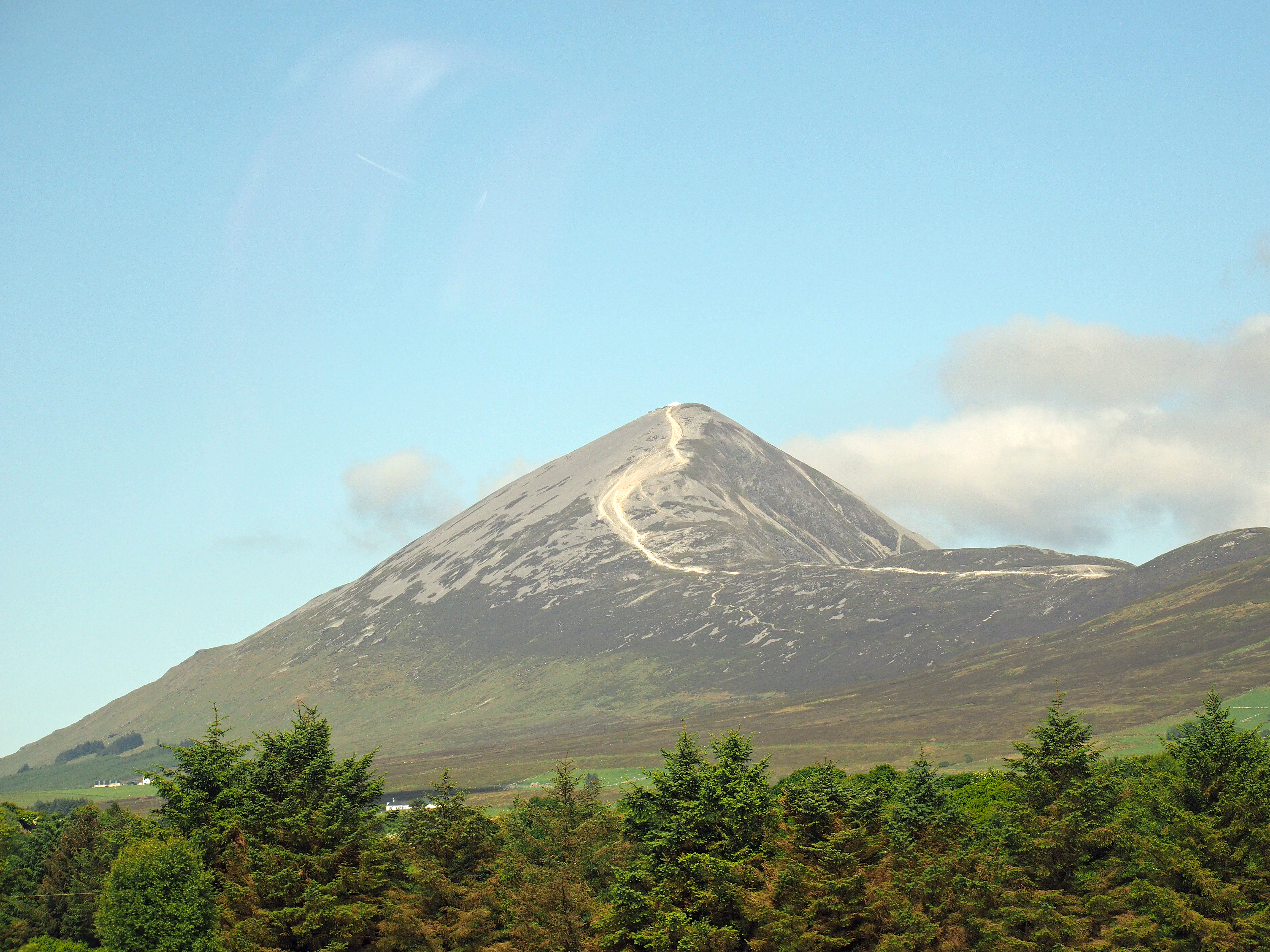
派翠克山

派翠克山是愛爾蘭聖山。在每年七月的最後一個星期日，數千名朝聖者從愛爾蘭各地前來攀登派翠克山。傳說天主教聖人聖派翠克曾在五世紀時在該山頂禁食四十天。